# Prescote
Prescote est une paroisse civile et un hameau de l'Oxfordshire, en Angleterre.